# Monumentul Eroilor Francezi din București
Monumentul Eroilor Francezi din București este un grup statuar din marmură de Carrara, dedicat, conform celor scrise bilingv pe soclu, memoriei „Ostașilor Franței căzuți pe câmpul de onoare al pământului românesc în timpul Marelui Război 1916-1918” - „Aux soldats français tombés au champ d’honneur sur le sol roumain pendant la Grande Guerre 1916-1918”.
Monumentul este opera sculptorului Ion Jalea, și a fost inaugurat la 25 octombrie 1922 în Grădina Cișmigiu.
Monumentul eroilor francezi este înscrisă în Lista monumentelor istorice 2010 - Municipiul București - la nr. crt. 2368, cod LMI B-III-m-B-20049.